# Éros et civilisation

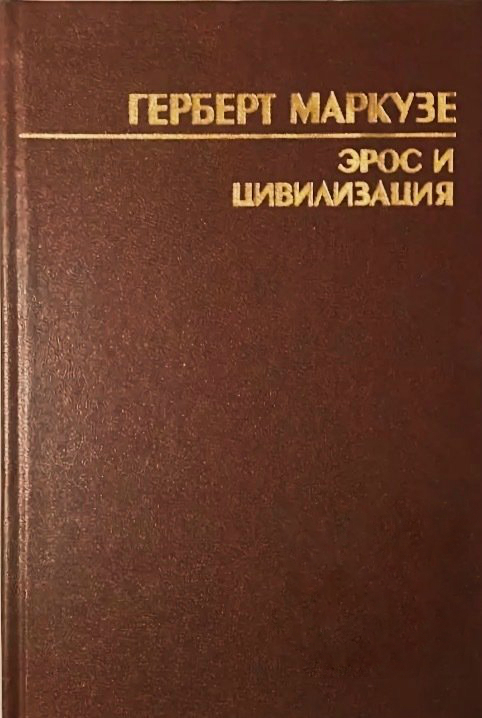
Couverture de l'édition russe d'Éros et civilisation (1995)

Éros et civilisation est une œuvre du philosophe allemand Herbert Marcuse écrite en 1955. Il s'agit d'une synthèse entre Karl Marx et Sigmund Freud. Son titre fait allusion à l'œuvre de Freud Malaise dans la civilisation. Mais avec la théorie critique de l'aliénation et le refoulement, Marcuse a affirmé le travail de l'utopie libre de la "repression surplus[Quoi ?]" et du principe de réalité. 
Selon Le Monde du 8 mars 1969, la pensée de Marcuse, comme celle du philosophe français Henri Lefebvre, a eu une influence sur les « étudiants révolutionnaires » de Mai 68. Au même titre que la formule de Karl Marx « Est prolétaire l'homme qui n'a aucun pouvoir sur sa vie », une autre, formulée dans l'esprit d'Herbert Marcuse, « L'imagination au pouvoir », peut selon ce journal « résumer la révolte de mai » car Marcuse écrivait dans "Éros et civilisation" que « seule la poésie, l'imagination dans la société industrielle, incarnaient encore un refus total ». Le Monde en conclut que Mai 68 a dans cet esprit voulu, « comme les surréalistes, unir la phrase de Marx : "Transformer le monde" et la phrase de Rimbaud "Changer la vie" ».